# Садоха, Владимир Петрович
Влади́мир Петро́вич Садо́ха (укр. Володимир Петрович Садоха; род. 19 февраля 1994, Львов) — украинский футболист, полузащитник.

## Игровая карьера
Воспитанник СДЮШОР «Карпаты» (Львов) и академии донецкого «Шахтёра». Первый тренер Олег Бойчишин. После выпуска остался в структуре дончан. Играл сначала в молодёжной команде «горняков», а затем в команде «Шахтёр-3» во второй лиге чемпионата Украины. После начала войны в Донбассе «Шахтёр-3» сначала был вынужден переехать в Полтаву, а позже — и вовсе был расформирован. Оказавшись без игровой практики, Садоха принял предложение Олег Бойчишина, который в то время работал спортивным директором литовского «Утениса», перейти в эту команду. В А Лиге свой единственный матч сыграл 27 августа 2015 года против «Гранитаса», заменив на 65-й минуте Повиласа Красновскиса. По словам самого футболиста, сыграть больше ему помешали травмы: Садоха порвал связки и поехал домой лечиться.
После возвращения на Украину играл за «Рух» (Винники), с которым прошёл путь из любителей во вторую лигу. В 2018 году сыграл 8 матчей в первой украинской лиге за МФК «Николаев». Далее играл в любительских клубах Львовской, Хмельницкой и Тернопольской областей: «Самбор», «Галичина», «Нива» (Теребовля) и других.